# Belcastel-et-Buc
Belcastel-et-Buc település Franciaországban, Aude megyében. Lakosainak száma 60 fő (2022. január 1.). Belcastel-et-Buc Caunette-sur-Lauquet, Missègre, Saint-Hilaire, Saint-Polycarpe, Villardebelle és Villebazy községekkel határos.

## Népesség
A település népessége az elmúlt években az alábbi módon változott:
| Lakosok száma | 55   | 63   | 62   | 66   | 68   | 59   | 58   | 60   | 61   | 60   |
|               | 1968 | 1982 | 1990 | 2006 | 2013 | 2015 | 2017 | 2019 | 2020 | 2022 |